# Френклин (Њу Хемпшир)
Френклин (енгл. Franklin) град је у америчкој савезној држави Њу Хемпшир.

## Демографија
По попису из 2010. године број становника је 8.477, што је 72 (0,9%) становника више него 2000. године.
| Група             | 2000.         | 2010.         |
| Белци             | 8.089 (96,2%) | 8.072 (95,2%) |
| Афроамериканци    | 32 (0,4%)     | 42 (0,5%)     |
| Азијати           | 43 (0,5%)     | 66 (0,8%)     |
| Хиспаноамериканци | 100 (1,2%)    | 133 (1,6%)    |
| Укупно            | 8.405         | 8.477         |